# Вер (Баден-Вюртемберг)
Вер (нім. Wehr) — місто в Німеччині, знаходиться в землі Баден-Вюртемберг. Підпорядковується адміністративному округу Фрайбург. Входить до складу району Вальдсгут.
Площа — 35,66 км2. Населення становить 13 140 ос. (станом на 31 грудня 2020).